# سسیلیا نیلسون
سسیلیا نیلسون (انگلیسی: Cecilia Nilsson؛ زادهٔ ۱۵ ژوئیهٔ ۱۹۵۷) هنرپیشه اهل سوئد است. وی از سال ۱۹۶۸ میلادی تاکنون مشغول فعالیت بوده‌است.
از فیلم‌ها یا مجموعه‌های تلویزیونی که وی در آن‌ها نقش داشته است، می‌توان به قتل‌های ساندهام و آوگوست استریندبری: یک عمر اشاره نمود.